# Hypothèque
La définition exacte du mot hypothèque varie en profondeur en fonction du système juridique où se situe cette sûreté réelle affectée à l'exécution d'une obligation. 

## Droit français
Une hypothèque est, en droit civil français, une sûreté réelle, c'est-à-dire un droit réel accessoire accordé à un créancier sur un immeuble en garantie du paiement d'une dette sans que le propriétaire du bien en soit dépossédé, ce qui l'oppose au gage, où le débiteur remet un objet de valeur à son créancier comme garantie de remboursement. 

## Droit québécois
En droit québécois, l'hypothèque est définie à l'article 2660 du Code civil du Québec : « L’hypothèque est un droit réel sur un bien, meuble ou immeuble, affecté à l’exécution d’une obligation; elle confère au créancier le droit de suivre le bien en quelques mains qu’il soit, de le prendre en possession ou en paiement, de le vendre ou de le faire vendre et d’être alors préféré sur le produit de cette vente suivant le rang fixé dans le présent code ».

## Droit romain antique
L'hypothèque est, en droit romain, l'un des modes de constitution d'une sûreté réelle, afin de procurer à un débiteur le crédit qui lui fait défaut. 

## Droit suisse
L'hypothèque est un droit de gage qui permet de mettre un bien immobilier en garantie d'une créance. Ce droit autorise son titulaire à faire réaliser (vendre) l'immeuble assujetti afin d’obtenir le paiement de la créance garantie. L'hypothèque est donc une façon de mobiliser la valeur du sol en la détachant du bien immeuble, le créancier gagiste en devenant titulaire.[réf. souhaitée]

## Droit de common law
Dans les États de common law,  il n'existe pas d'équivalent exact à la notion d'hypothèque en droit civil, mais le terme anglais le plus couramment utilisé pour décrire un document hypothécaire est mortgage.